# Kamp Nuis
Kamp Nuis was een kamp in het dorp Nuis in de gemeente Marum in de Nederlandse provincie Groningen. Tijdens de oorlog was het een kamp van de Nederlandse Arbeidsdienst (NAD). Na de oorlog werden collaborateurs vastgehouden, en was het een jeugdgevangenis. Van 1951 tot 1964 was het kamp in gebruik voor de opvang van Ambonese ex-KNIL militairen en hun gezinnen.
Het kamp lag ten noorden van de Nieuweweg (hoofdstraat). Het omvatte de huizen aan de weg, het terrein van het huidige Noordelijk Archeologisch Depot ten noorden daarvan en enkele weilanden daar weer ten noorden van.

## Geschiedenis

### Voorgeschiedenis
Na de Nederlandse capitulatie in 1940 richtten de Duitsers de Nederlandse Opbouwdienst op. Aan het hoofd stonden in het begin Nederlandse officieren. De eerste was majoor Jaap Breunese. Hij stond bekend als organisator van de Nijmeegse Vierdaagse en had een goede naam bij de Nederlanders. Op 1 augustus 1941 nam hij zijn ontslag. Hij verzette zich tegen de invoering van de Hitlergroet in de NAD kampen. Toen de Duitsers begrepen dat de Nederlandse arbeiders niet zouden bijdragen aan de opbouw van het Duitse leger, werd de organisatie de Nederlandse Arbeidsdienst (NAD) genoemd.

### Periode 1941-1944
In juli 1941 huurde de Rijksgebouwendienst een stuk land van de familie Kimm en op 21 juli kreeg de burgemeester van Marum te horen dat daar een kamp zou worden opgericht door de Nederlandse Arbeidsdienst. Er werden barakken gebouwd.
De eerste arbeidsmannen, zoals ze genoemd werden, kwamen vrijwillig. Zij werkten voor kost, inwoning en zakgeld; bovendien werden ze vrijgesteld van uitzending naar Duitsland. Ze werden onder meer ingezet bij de ruilverkavelingsprojecten rond Lucaswolde. Langzamerhand werden de Nederlandse commandanten door pro-Duitse commandanten vervangen.

### Periode 1944-1945
Na de invasie werd de arbeidsdienst ingezet voor het maken van verdedigingswerken. In het Coendersbos werd afweergeschut geplaatst en bij het kamp kwamen mitrailleursnesten. De bedoeling was om er vervolgens Duitse gevangenen te huisvesten. De Nederlandse soldaten waren echter nodig aan het front en in plaats van Duitsers werden er NSB-vluchtelingen uit Arnhem en Limburg gehuisvest.

### Na de oorlog
Nuis werd op 15 april 1945 bevrijd. Daarna werden de NSB'ers afgelost door gevangengenomen collaborateurs, die onder zeer slechte omstandigheden werden vastgehouden door de Binnenlandse Strijdkrachten (BS). De toestand was zo slecht dat sommige BS-ers wegliepen omdat ze zich afvroegen of ze om deze reden in het verzet hadden gezeten.
In 1948 werd het kamp omgevormd tot dependance van de jeugdgevangenis van Veenhuizen, waar ook een aantal SS'ers werd gehuisvest, ditmaal onder betere omstandigheden. De bekendste SS'ers waren Gerard Mooyman en Paul van Tienen.

#### Ambonezen
In 1951 werd het barakkenkamp gebruikt voor de tijdelijke opvang van zo'n 250 Molukkers (gezinnen van KNIL-militairen). In dat jaar kwamen vierduizend voornamelijk Molukse militairen naar Nederland, die hadden gediend in het Koninklijk Nederlandsch-Indisch Leger. De militairen verbleven samen met hun gezinnen in het kamp in Nuis. In 1963-1964 verlieten de laatste bewoners het kamp. Ze vestigden zich in Marum, Drachten, Hoogkerk of de wijk De Wijert in Groningen. Na het vertrek van de laatste bewoners werden de barakken gesloopt.

## Monument
In 2010 opperde Plaatselijk Belang Nuis-Niebert om een kunstwerk te plaatsen ter herinnering aan het kamp. Het kunstwerk werd gemaakt door Gert Sennema uit Grijpskerk, en werd op 15 oktober 2011 onthuld door burgemeester Tjeerd van Bekkum van Marum.
Beugelen ·
Carel Coenraadpolder/Dollart Süd ·
Conrad ·
De Beetse ·
Erika ·
It Petgat ·
Molengoot ·
Nuis ·
Oranje ·
Vught ·
Westerbork ·
Ybenheer
Almere · Beugelen · Kamp De Bruine Enk · Dobbendal · Eerde · Heitraksgoor · Hilvarenbeek · Hooghalen · Havelte · Kloosterhaar · Nuis · Overbroek · De Pieterberg · De Rips · Ronde Huis · Schoonloo · De Vecht · Vledder · Vosseveld · Waterloo (Lisiduna) · Wierden I · Wyldemerk